# Ласи, Роджер де (умер после 1106)
Роджер де Ласи (англ. Roger de Lacy; умер после 1106 года) — англо-нормандский аристократ, лорд марки на границе с Уэльсом. Роджер был строителем ряда пограничных замков, в том числе замка Ладлоу.

## Биография

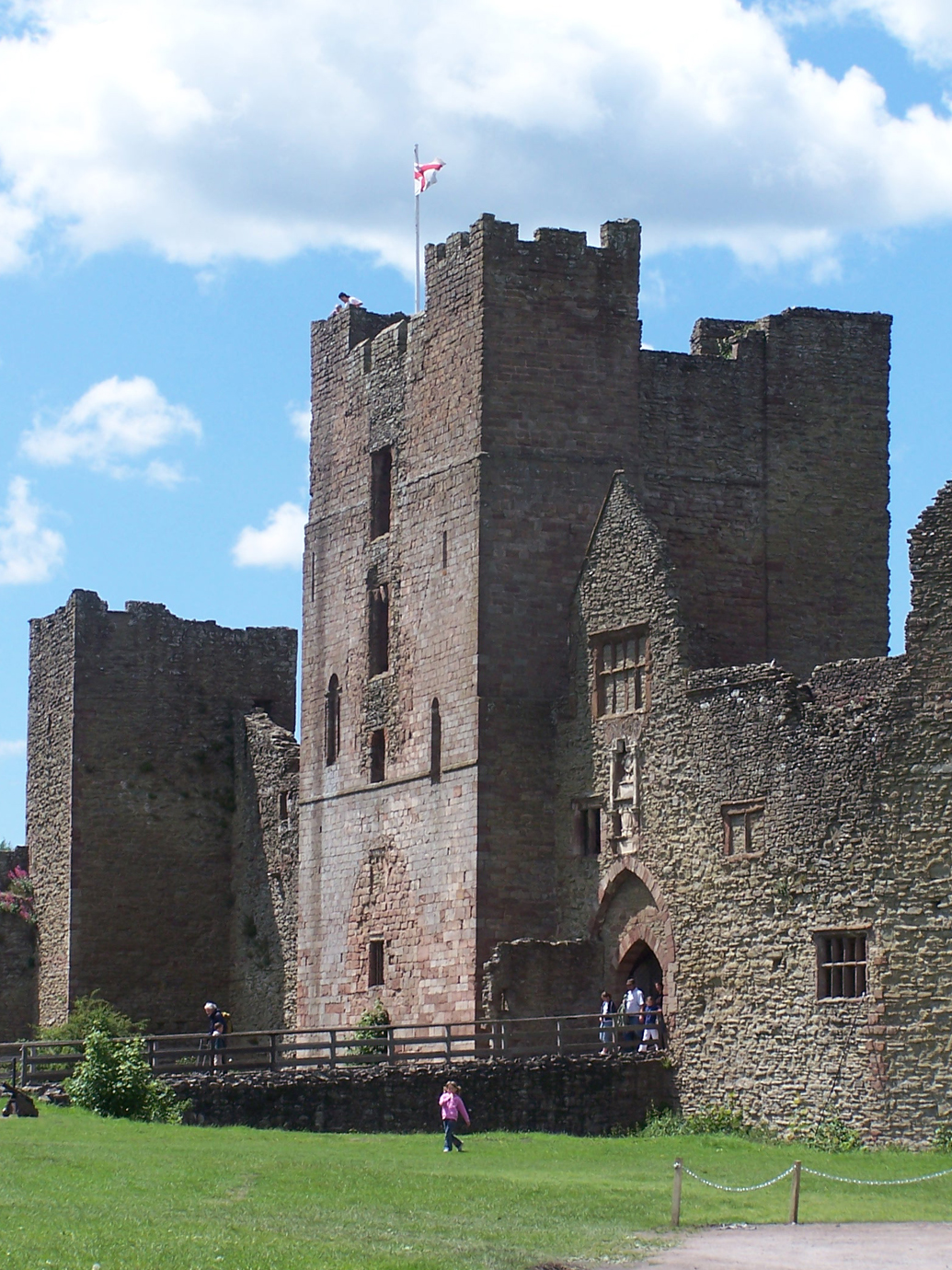
Вход (справа) во внутренний двор замка Ладлоу, рядом с крепостью (слева). То, что сейчас является внутренним двором, отмечает границу нормандского замка.

Старший сын крупного англо-нормандского барона Уолтера де Ласи (? — 1085), который после битвы при Гастингсе в 1066 году получил от Вильгельма Завоевателя обширные владения на границе с Уэльсом. У Роджера было два младших брата — Хью и Уолтер.
В марте 1085 года после смерти отца Роджер де Ласи унаследовал его замок Фром в графстве Херефордшир. Согласно Книге Страшного суда 1086 года, Роджему принадлежали манор Окл-Пайчард , замок Олмли, замок Эрдисли , маноры Айкомб-Плейс и Эджворт. Также ему принадлежало лордство Эвиаса де Ласи, ныне известное как замок Лонгтаун на современной границе Уэльса . Вероятно, что Роджен де Ласи также унаследовал после отца манор Стэнтон-Лейси.
Главной штаб-квартирой Роджера де Ласи был замок Уэбли, который он получил непосредственно от короля. Также де Ласи владел 1,5 соляными домами в Дройтвиче.
Роджер де Ласи принимал участие в восстании 1088 года против короля Англии Вильгельма Рыжего вместе с другими местными лордами Осберном Фитцрихардом из замка Ричарда, Ральфом из Мортемера и Бернардом де Нёфмарша . Позднее он был замешан в заговоре 1095 года против Уильяма и был отправлен в ссылку. Его английские владения были конфискованы, но он сохранил за собой нормандские поместья.
Уэбли перешел к его младшему брату Хью де Ласи, который умер до 1115 года, когда земли рода де Ласи перешли к Пейну Фитцджону. Сын Роджера Гилберт де Лейси потратил много усилий на восстановление отцовских владений в Лонгтауне и Ладлоу.